# Les Voyages de Gulliver (film, 2010)
Pour l’article homonyme, voir Les Voyages de Gulliver (homonymie).
Pour plus de détails, voir Fiche technique et Distribution.
Les Voyages de Gulliver (Gulliver's Travels) est un film américain réalisé par Rob Letterman, sorti en 2010.

## Synopsis
Modeste employé au service courrier d'un journal new-yorkais, Lemuel Gulliver souhaite devenir un grand journaliste. Après avoir menti pour obtenir la rédaction d'un article concernant le triangle des Bermudes, il fait naufrage, et se réveille à Lilliput ; mais il ne se doute pas des péripéties qui l'attendent.

## Fiche technique
- Titre original : Gulliver's Travels
- Titre français : Les Voyages de Gulliver
- Réalisation : Rob Letterman
- Scénario : Joe Stillman et Nicholas Stoller, d'après l'œuvre de Jonathan Swift
- Décors : Gavin Bocquet
- Musique : Henry Jackman
- Production : John Davis
- Société de distribution : 20th Century Fox
- Budget : 112 millions de dollars
- Pays de production:  États-Unis
- Langue originale : anglais
- Genre : Comédie, aventure et fantasy
- Durée : 85 minutes
- Dates de sortie : 
  - États-Unis : 25 décembre 2010
  - Belgique : 2 février 2011
  - France : 23 février 2011

## Distribution
- Jack Black (VF : Philippe Bozo ; VQ : Philippe Martin) : Lemuel Gulliver
- Emily Blunt (VF : Marie-Eugénie Maréchal ; VQ : Émilie Bibeau) : la princesse Mary
- Jason Segel (VF : Mathias Kozlowski ; VQ : Patrice Dubois) : Horatio
- Amanda Peet (VF : Julie Dumas ; VQ : Isabelle Leyrolles) : Darcy Silverman
- Billy Connolly (VF : Richard Leblond ; VQ : Claude Préfontaine) : le roi Théodore
- Chris O'Dowd (VF : Alexis Victor ; VQ : Patrick Chouinard) : le général Edward
- Catherine Tate (VF : Danièle Douet) : la reine Isabelle
- T. J. Miller (VF : Jérémy Bardeau ; VQ : Daniel Roy) : Dan
- James Corden (VF : Yann Le Madic) : Jinks
- Emmanuel Quatra : le roi Léopold
- David Sterne : le chef de chantier

Source et légendes : Version française (VF) sur Voxofilm ; Version québécoise (VQ) sur Doublage.qc.ca